# Kokoaga-Ouest
Kokoaga-Ouest est un village situé à 9 kilomètres de département de Tenkodogo de la province de Boulgou dans la région du Centre-Est au Burkina Faso.